# Krystyna Pawlaczyk-Baśkiewicz
Krystyna Pawlaczyk-Baśkiewicz (ur. 17 czerwca 1945, zm. 15 lutego 2000) – polska piosenkarka, wokalistka zespołu Filipinki.

## Życiorys

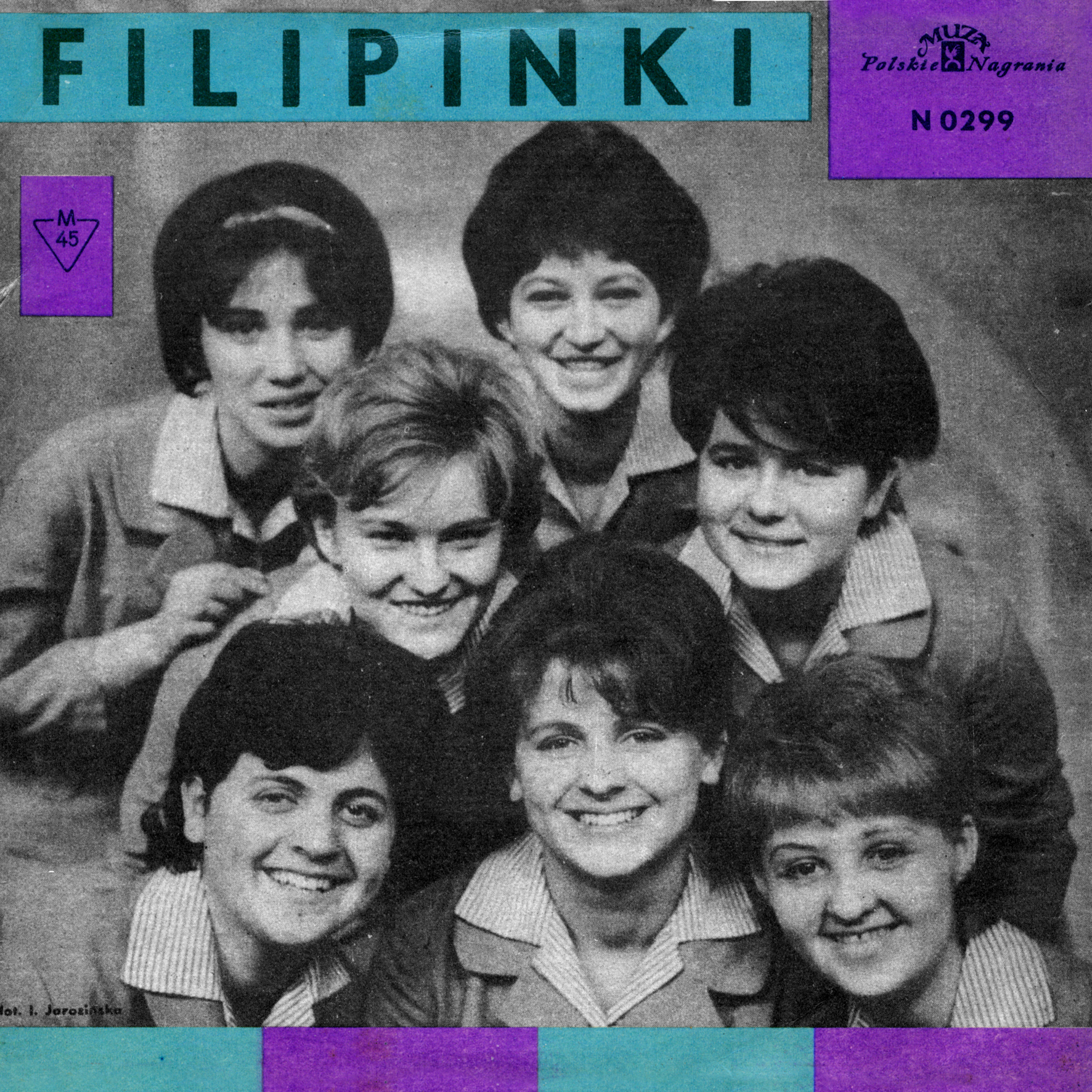
Krystyna Pawlaczyk-Baśkiewicz w dolnym rzędzie, w środku (1964)

Do Szczecina przyjechała z rodziną na przełomie 1945 i 1946 roku z okolic Poznania. Była uczennicą Technikum Handlowego w Szczecinie, gdzie z inicjatywy Jana Janikowskiego powstał w 1959 zespół Filipinki. Występowała w podstawowym składzie zespołu do jesieni 1974 – wraz z jej odejściem grupa przestała istnieć. Śpiewała charakterystycznym, matowym altem – najwyraźniej słychać ją w piosence Filipinek Biała brzózka (1970, muz. Alina Piechowska, sł. Ireneusz Iredyński), w której wykonywała melorecytację. Po rozstaniu z Filipinkami skupiła się na wychowaniu córki Magdy, a po kilku latach rozpoczęła pracę w szczecińskim domu towarowym Odzieżowiec, w którym pełniła funkcję zastępcy kierownika. Od początku lat 90. prowadziła własną firmę odzieżową. Zmarła niespodziewanie 15 lutego 2000 roku. Tydzień później pochowana została na cmentarzu Centralnym w Szczecinie, kwatera 102A.